# NGC 1850
NGC 1850 là cụm sao đôi và cụm siêu sao trong chòm sao Dorado, nằm trong Đám mây Magellan Lớn ở khoảng cách 168.000 ly (51.510 pc). Nó được James Dunlop phát hiện vào năm 1826. Nó là một cụm sao bất thường bởi vì sự phân bố của các ngôi sao của nó giống như cụm sao hình cầu, nhưng không giống như cụm sao hình cầu của Dải Ngân hà, nó bao gồm các ngôi sao trẻ. Vật thể tương tự duy nhất trong Dải ngân hà là Westerlund 1.

## Bộ sưu tập

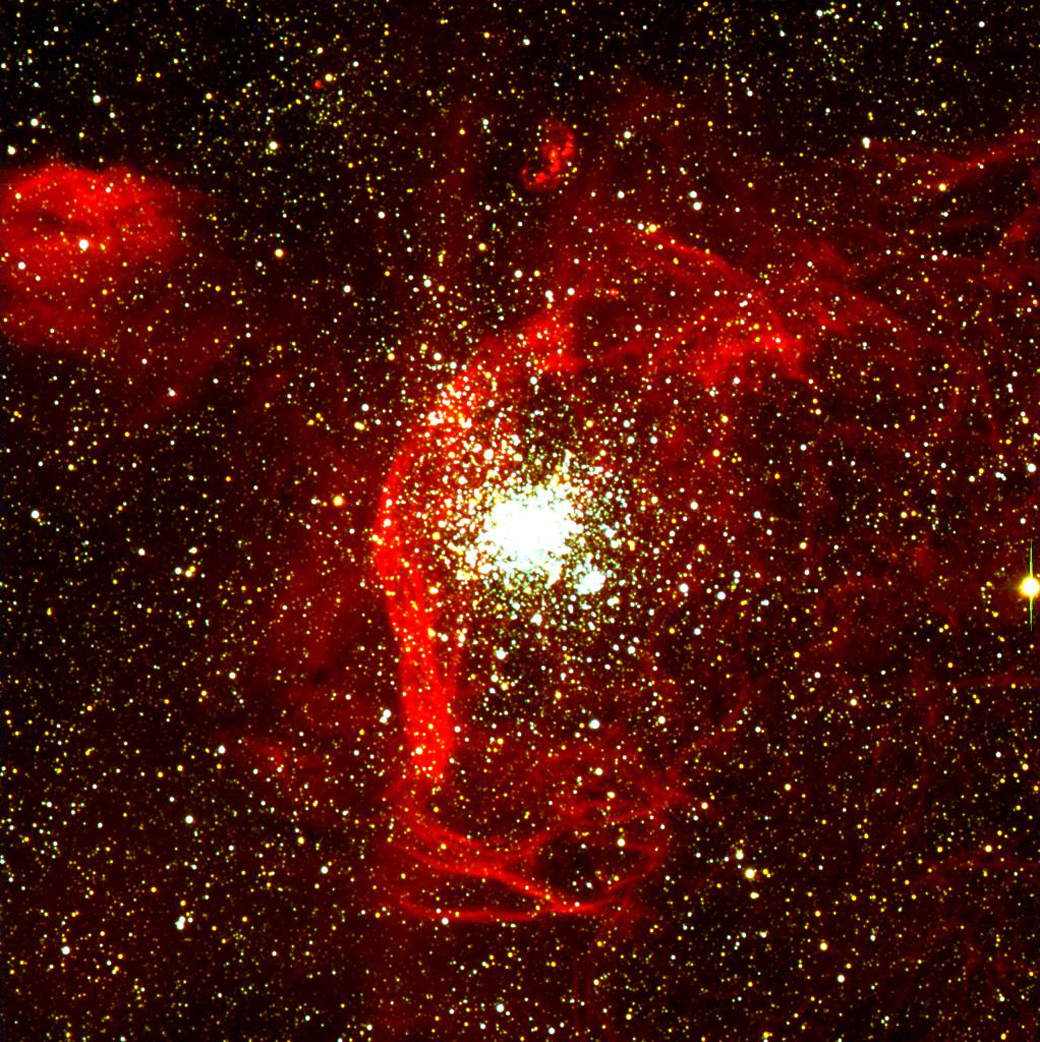
Hình ảnh NGC 1850 chụp bởi ESO cho thấy cụm sao và sương mù xung quanh